# N'aharii
N'aharii è un singolo del gruppo musicale russo Dvar, pubblicato il 21 dicembre 2021.
Uscito a nove anni di distanza dal doppio album Deii del 2012, anticipa l'uscita di un nuovo album di inediti.

## Tracce
1. N'aharii – 2:40